# Janosy Hill
Der Janosy Hill ist ein 913 m hoher Hügel unmittelbar westlich des Mirabilite Pond in den Porter Hills des antarktischen Viktorialands.
Das Advisory Committee on Antarctic Names benannte ihn 1994 nach dem US-amerikanischen Robert John Janosy (* 1969) vom Byrd Polar and Climate Research Center, der an Feldforschungen in der Royal Society Range (1991–1992) beteiligt war.